# Thomas Fritsch (księgarz)
Thomas Fritsch (ur. 1666, zm. 1726) – saski wydawca i księgarz. Jego synem był Thomas von Fritsch (1700-1775), polityk saski.
Interes przejął po Johannie Friedrichu Fritsch (1635-1680), wydawcy, zmarłym we Frankfurcie nad Menem podczas targów wydawniczych. Firmę prowadziła wdowa po nim, aż w końcu w 1693 przejął ją Thomas, pasierb Johanna Friedricha.
W latach 1693–1726 działał jako księgarz i wydawca w Lipsku. Jego firma nazywała się Officina Thomae Fritschii. Brał udział w targach książkowych we Frankfurcie nad Menem (w 1702 i w 1718).

## Literatura
- Johann Goldfriedrich: Geschichte des deutschen Buchhandels vom Westfälischen Friedens bis zum Beginn der klassischen Litteraturperiode. 1648-1740. Zentralantiquariat der DDR, Leipzig 1970 (Geschichte des Deutschen Buchhandels; Bd. 2), S. 2028.